# Castelo de Banchette
O Castelo de Banchette (em italiano:  Castello di Banchette) é um castelo localizado em Banchette na Itália.

## História
O castelo já existia no século XII. Foi originalmente construído como uma casa fortificada sobre vestígios romanos antigos pela família Di Banchette.
No final do século XIX, Emilio Pinchia, então proprietário da propriedade, encomendou a Ottavio Germano a renovação do castelo. Germano havia trabalhado anteriormente como colaborador do mais famoso arquiteto Alfredo d'Andrade.

## Galeria

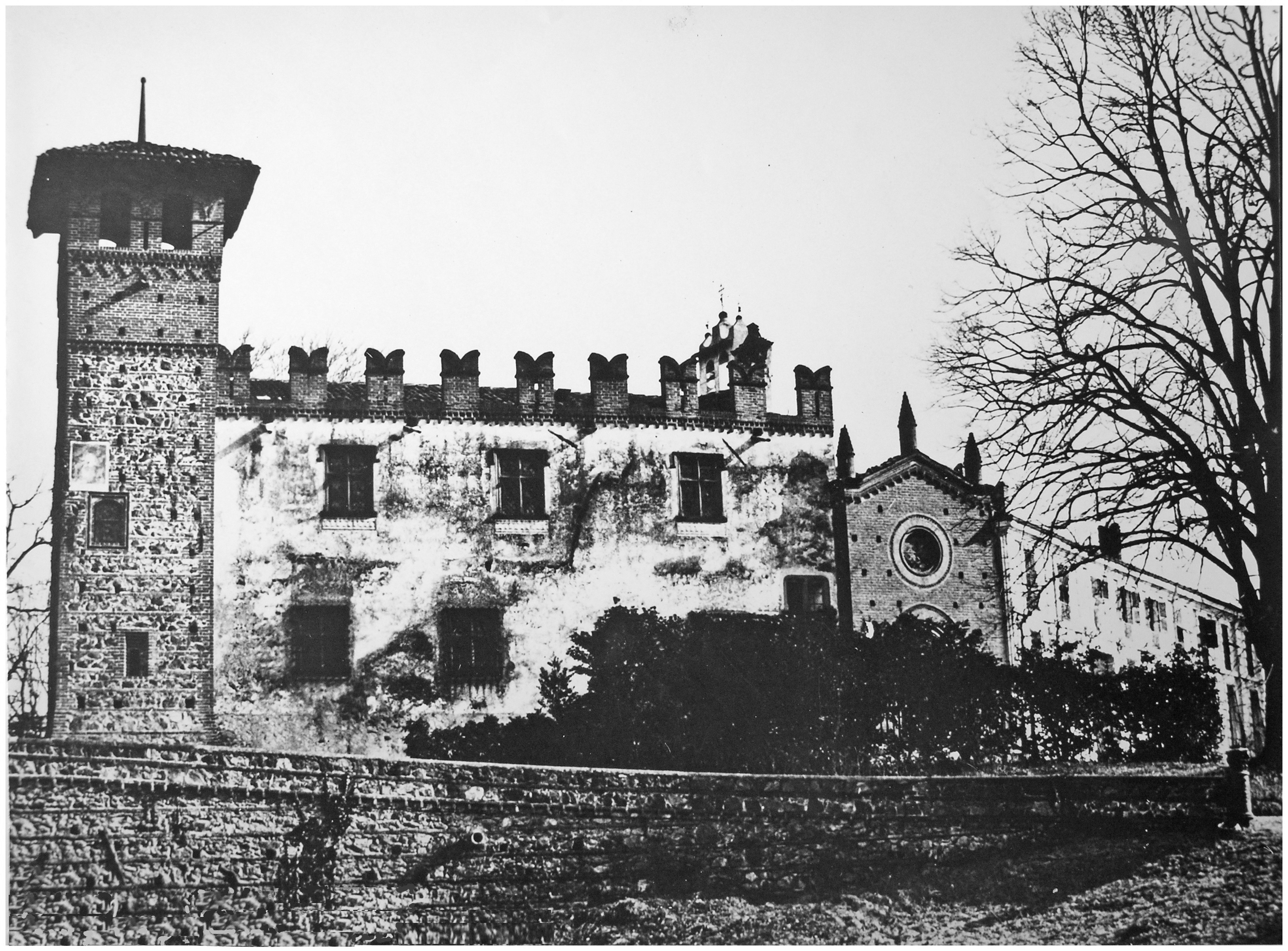
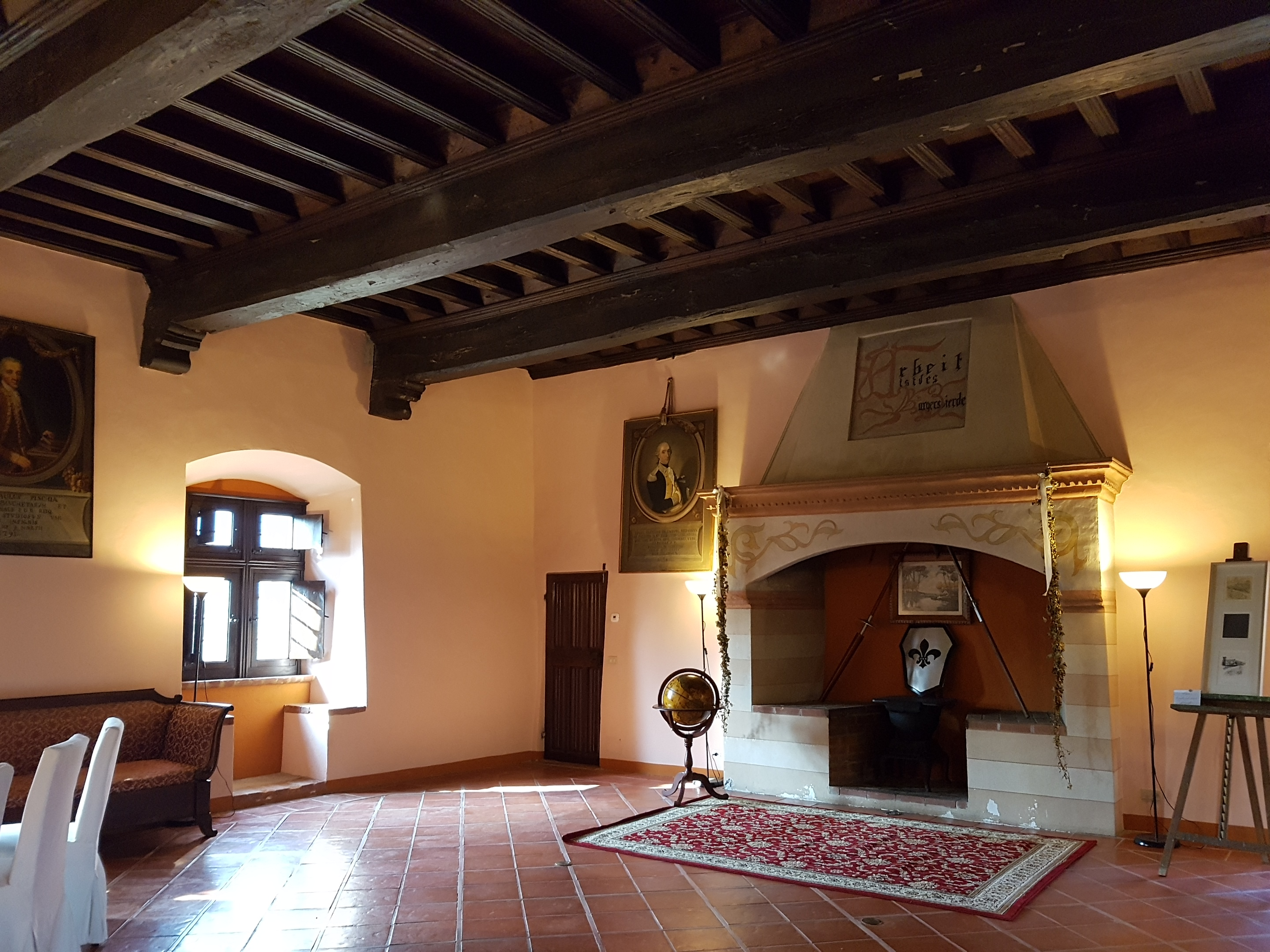
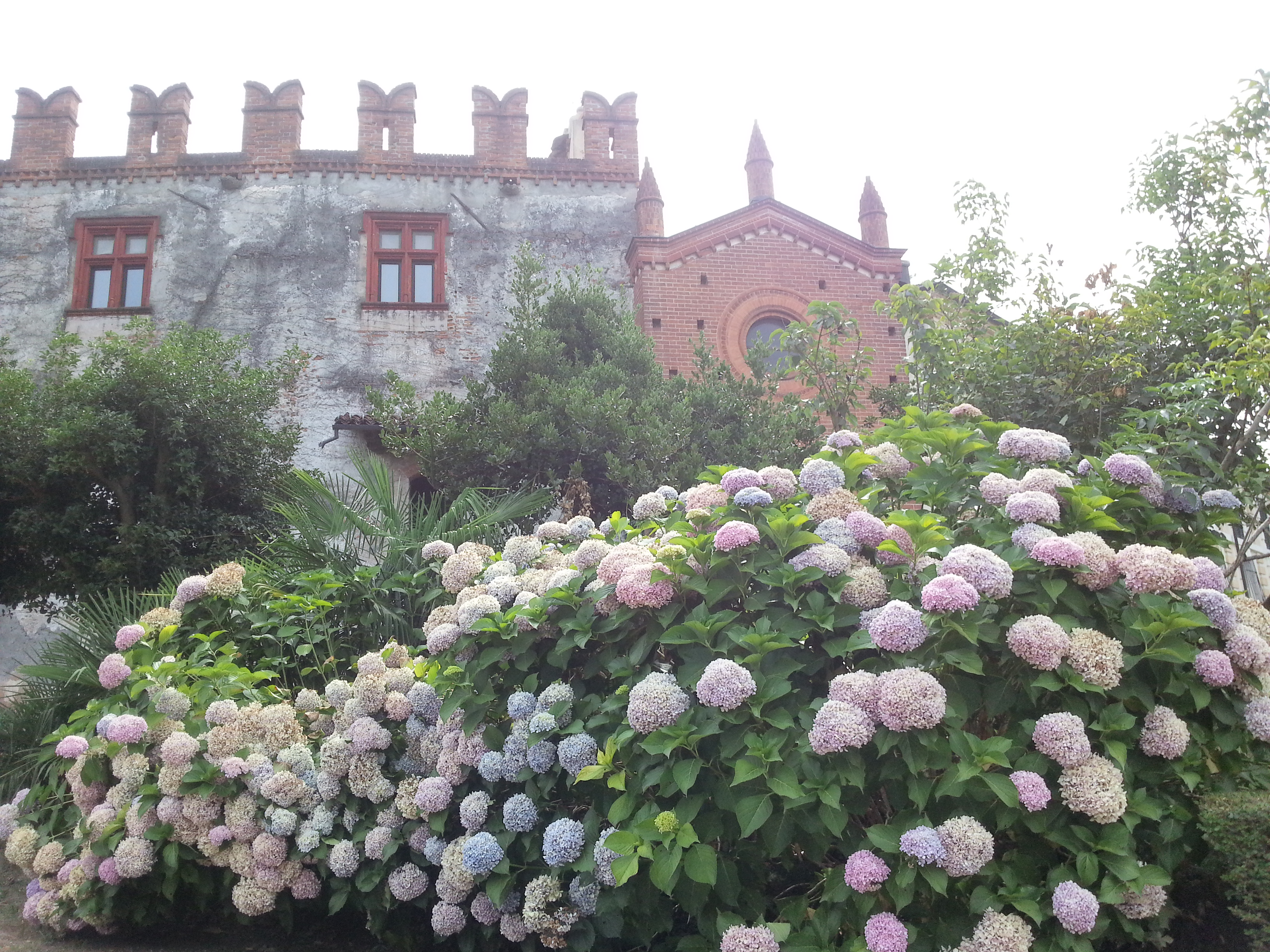
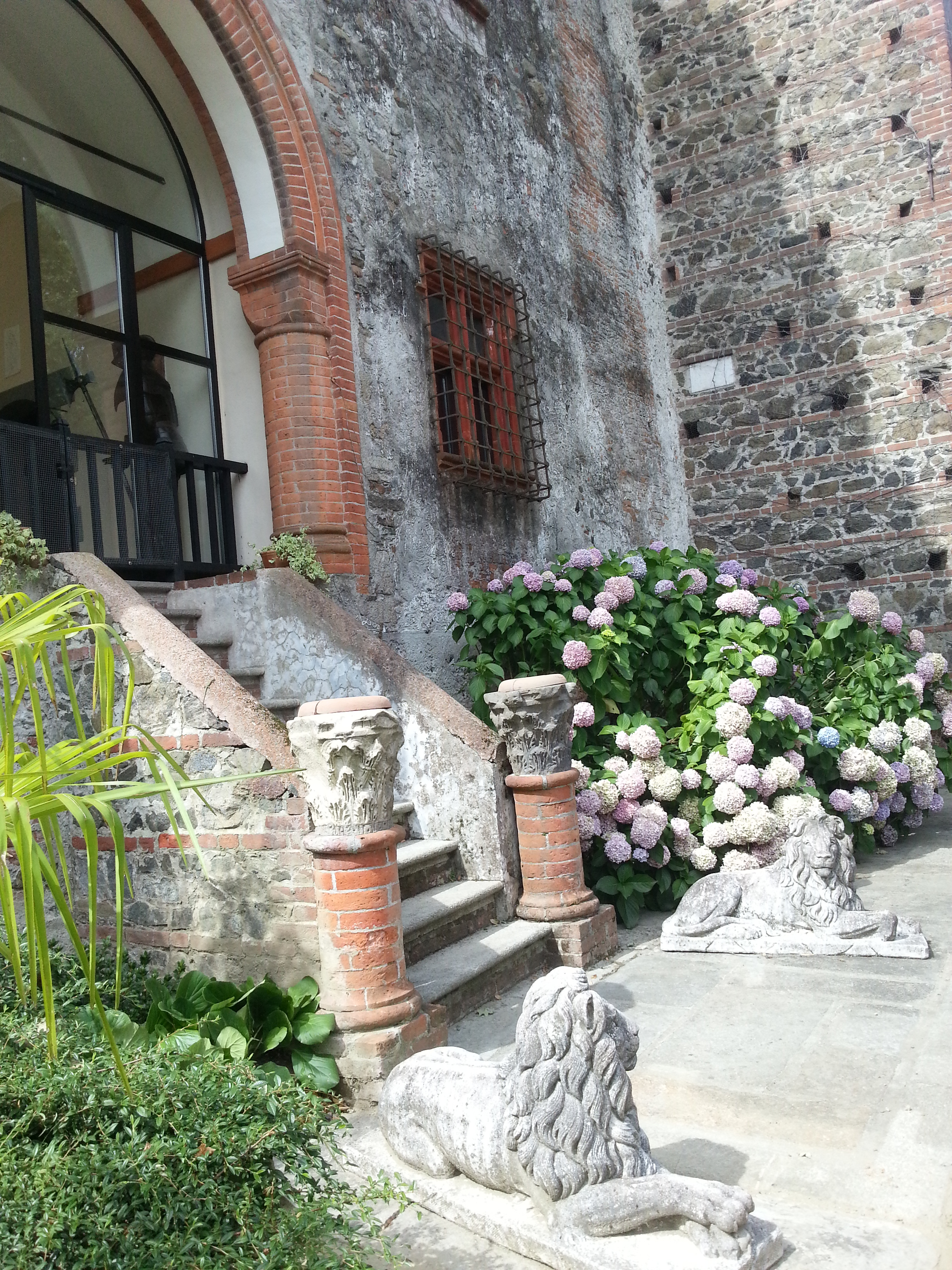